# Кавальяро, Хуан Игнасио
Хуан Игнасио Кавальяро (исп. Juan Ignacio Cavallaro; родился 28 июня 1994 года, Парана, Аргентина) — аргентинский футболист, вингер клуба «Тигре».

## Клубная карьера
Кавальяро начал карьеру в клубе «Унион» из Санта-Фе. 7 апреля 2012 года в матче против «Банфилда» он дебютировал в аргентинской Примере. Уже в следующем туре против «Арсенала» из Саранди Хуан забил свой первый гол за команду. После столь эффектного старта Кавальяро заинтересовался бельгийский «Андерлехт».
Летом 2013 года Хуан перешёл в «Сан-Лоренсо». 22 сентября в матче против «Колона» он дебютировал за новую команду, выйдя во втором тайме вместо Леандро Романьоли. В этом же поединке он забил свой первый гол за клуб. В том же году Кавальяро стал чемпионом Аргентины, а через год выиграл Кубок Либертадорес.
Летом 2015 года Хуан на правах аренды перешёл в эквадорский ЛДУ Кито. 26 июля в матче против «Универсидад Католика» из Кито он дебютировал в эквадорской Серии A. 7 ноября в поединке против ЛДУ Лоха Кавальяро забил свой первый гол за ЛДУ Кито. В начале 2016 года Хуан был отдан в аренду в «Эстудиантес». 8 февраля в матче против «Лануса» он дебютировал за новую команду. 24 февраля в поединке против «Альдосиви» Кавальяро забил свой первый гол за «Эстудиантес».
Летом 2018 года Кавальяро перешёл в «Тигре». 11 августа в матче против своего бывшего клуба «Сан-Лоренсо» он дебютировал за новую команду. В поединке против «Колона» Хуан забил свой первый гол за «Тигре».

## Международная карьера
В декабре 2012 года Кавальяро попал в заявку молодёжной сборной Аргентины на домашний молодёжный Кубок Америки. На турнире он сыграл в матчах против команд Парагвая и Боливии.

## Достижения
«Сан-Лоренсо»
- Чемпионат Аргентины по футболу — 2013 (Инисиаль)
- Обладатель Кубка Либертадорес — 2014